# 地中海分队 (德意志帝国海军)
地中海分队（德語：Mittelmeerdivision）是由德意志帝国海军在1910年代初建立的一个海军总队，包括战列巡洋舰“戈本”号和轻巡洋舰“布雷斯劳”号。该分舰队是为应对第一次巴尔干战争而成立，并在第一次世界大战期间参战。四年后，在被英国战列巡洋舰“不挠”号和“不倦”号以及轻巡洋舰“都柏林”号和“格洛斯特”号的追击之下，这些舰只被转移至奥斯曼帝国，地中海分队自此解散。

## 服役

### 战前
1912年10月第一次巴尔干战争爆发时，德国在地中海的唯一常驻海军力量是“罗蕾莱”号，这是一艘不用于战斗的小型炮艇。因此，德国总参谋部决定组建一支海军部队，以使德国能够在地中海投射力量，保护在东地中海地区的德国公民。于是，战列巡洋舰“戈本”号和轻巡洋舰“布雷斯劳”号被派往君士坦丁堡与“罗蕾莱”号会合并组成新的地中海分队。两艘舰于1912年11月4日离开基尔，并于11月15日抵达地中海海域。自1913年4月起，“戈本”号访问了许多地中海港口，包括威尼斯、波拉和那不勒斯，然后驶入阿尔巴尼亚海域，同时地中海分队得到了轻巡洋舰“斯特拉斯堡”号和“德累斯顿”号的增援。此次航行结束后，“戈本”号返回波拉，并于8月21日至10月16日在那里进行维护。1912年11月，应德国皇帝的要求，“罗蕾莱”号被用来将前奥斯曼帝国苏丹阿卜杜勒-哈米德二世送回君士坦丁堡。
1913年6月29日，第二次巴尔干战争爆发。因此，地中海分队需要留在该地区。战争结束后，“斯特拉斯堡”号和“德累斯顿”号撤回德国本土。1913年10月23日，海军少将威廉·苏雄接管了这支舰队的指挥。“戈本”号和“布雷斯劳”号继续在地中海海域开展活动，并在第一次世界大战爆发前访问了大约80个港口。德意志帝国海军原计划在1914年6月用姊妹舰“毛奇”号替换“戈本”号，但由于1914年6月28日弗朗茨·斐迪南大公在波斯尼亚萨拉热窝遇刺，以及随后各大国之间紧张局势的加剧，这一计划被迫搁置。
暗杀事件发生后，苏雄立即正确判断出同盟国与三国协约之间即将爆发战争。因此，他命令他的舰队前往波拉进行维修。工程师们特地从德国赶来对这支舰队进行维护。“戈本”号更换了4,460根锅炉管道，并进行了其他维修。修理完成后，这些舰只起航前往法国港口博恩和菲利普维尔，并于8月4日凌晨炮击了这两个港口。此后这支舰队启程前往墨西拿，并计划在那里由德国商船进行加煤作业。舰队于8月5日凌晨抵达，因此时意大利的中立立场，这几艘舰得以连续36个小时进行加煤作业。

### 追击
加煤完成后，尽管墨西拿港已被英国军舰包围，但德国舰船还是决定突围。包围该港的英国军舰包括战列巡洋舰“不挠”号和“不倦”号以及轻巡洋舰“都柏林”号和“格洛斯特”号，由阿奇博尔德·伯克利·米尔恩爵士指挥。米尔恩认为，德国人在墨西拿加煤之后，会向西突围并试图逃往大西洋。因此，他将自己的两艘战列巡洋舰以及轻巡洋舰“都柏林”号部署在墨西拿海峡的西端。法国还调动其地中海舰队守卫直布罗陀海峡。8月6日，德国舰队突出墨西拿并向北航行，佯装向亚得里亚海移动，以使英国舰队后撤。然而在向西航行5个小时后，“戈本”号因煤炭存量不足而决定向东转向。
于是，“戈本”号通过无线电通知“布雷斯劳”号离队并拖住“格洛斯特”号，以便“戈本”号能够前往接触希腊海岸的一艘煤船。“格洛斯特”号与“布雷斯劳”号发生交战，并造成轻微损伤，随后试图攻击“戈本”号，但未能命中。“布雷斯劳”号随后继续追随“戈本”号。尽管英国战列巡洋舰一直在接近，但在收到奥匈帝国向英国宣战的虚假公告后就停了下来。这支德国舰队此后又避开了与海军少将厄内斯特·特鲁布里奇麾下的巡洋舰舰队的交战，并于8月10日抵达君士坦丁堡。

### 第一次世界大战
1914年8月16日。“戈本”号和“布雷斯劳”号抵达君士坦丁堡后，被移交给土耳其海军，但保留了舰上原来的德国船员和舰长。“戈本”号被更名为“严君苏丹塞利姆”号，而“布雷斯劳”号被更名为“米迪利”号。转隶奥斯曼帝国海军后不久，“严君苏丹塞利姆”号炮击了俄罗斯的塞瓦斯托波尔、敖德萨和新罗西斯克港口，并在萨雷奇角海战中拦截了俄罗斯舰队。这一系列行动促使奥斯曼土耳其加入第一次世界大战，并站在同盟国一边。随后，这支舰队在达达尼尔海峡战役期间开始护送煤炭运输队并轰炸协约国阵地，直至1918年初的伊姆罗兹海战。在这次战斗中，“米迪利”号遭到空袭并沉没。“严君苏丹塞利姆”号也触及了3颗水雷，并遭到英国鱼雷艇和轻型轰炸机的攻击，但最终还是被拖至安全地带。1918年11月2日，即停战协定结束战争的九天前，这些舰艇被正式移交给奥斯曼帝国海军。

## 脚注

### 引用
1. ↑  章骞 (2013)，第80頁.
2. ↑  刘杨 (2021)，第142頁.
3. ↑  Tutenberg (1987)，第16–29頁.
4. 1 2 3 4  Staff (2006)，第18頁.
5. ↑  Hildebrand, Röhr & Steinmetz (1981)，第232頁.
6. ↑  Staff (2006)，第15頁.
7. ↑  Halpern (1995)，第51頁.
8. ↑  Sufrin (1987)，第27頁.
9. 1 2  Sufrin (1987)，第28-29頁.
10. ↑  史常勇, 陈炎 & 王培 (2021)，第237頁.
11. 1 2  杨坚 (2020)，第16頁.
12. 1 2 3  Sufrin (1987)，第30-31頁.
13. ↑  Halpern (1995)，第255頁.
14. ↑  Gardiner & Gray (1985)，第152頁.
15. ↑  Halpern (1995)，第255–256頁.
16. ↑  Staff (2006)，第20頁.
17. ↑  Halpern (1995)，第258頁.